# Кулибали, Лассана
Лассана́ Кулибали́ (фр. Lassana Coulibaly; 10 апреля 1996, Бамако, Мали) — малийский футболист, полузащитник итальянского клуба «Лечче».

## Карьера

### Клубная карьера
Лассана является воспитанником французской «Бастии».
11 января 2015 года полузащитник провёл первый матч за вторую команду корсиканцев. Перед началом сезона 2015/16 Кулибали начал привлекаться к тренировкам основного состава, 8 августа 2015 года провёл первую игру в Лиге 1, выйдя на замену в компенсированное время матча с «Ренном». Две недели спустя Лассана отметился забитым мячом, отличившись в игре с «Генгамом».

### Карьера в сборной
Лассана в составе юношеской сборной Мали (до 20 лет) в 2016 году выступал на Турнир в Тулоне. Полузащитник принял участие в 3 играх своей команды.